# Helwan-Universität
Die Helwan-Universität (arabisch جامعة حلوان) ist eine staatliche, 1975 gegründete Technische Universität in Kairo mit insgesamt 18 Fakultäten. Die Universität bezieht ihren Namen vom Kairoer Vorort Ain-Helwan, in dem ihr Hauptcampus liegt. Sie wurde wesentlich von Deutscher Entwicklungshilfe gefördert, ebenso ihre als Ingenieurschule gegründete Vorgängerin. 
President der Universität ist Prof. El-Sayed Ibrahim Kandil.